# 吴丹
丹，通稱吳丹（1909年1月22日—1974年11月25日），是一名緬甸外交家，由1961年至1971年擔任聯合國第三任秘書長。
吴丹是班達諾人，曾就读于仰光大学。在缅甸政治气氛紧张的時期，他保持温和观点，将自己定位在狂热的民族主义者和英国支持派之间。他是缅甸首任总理吴努的密友，并在1948年至1961年期间在吴努的内阁中担任过各种职务。吴丹的举止冷静而谦逊，獲得了同事的尊重。
1961年，時任聯合國秘书长达格·哈马舍尔德在一次空难中丧生。吴丹就任不到一年便爆發了古巴导弹危机，吴丹在成功促成了美国总统约翰·肯尼迪和苏联总理尼基塔·赫鲁晓夫谈判，避免了一场全球性戰爭。同年12月，吴丹下令实施大满贯行动，结束了加丹加分裂主义叛乱。1966年12月2日，他经安理会一致投票連任秘书长。在他的第二任期内，吴丹因公开批评美国在越南战争中的行为而广为人知。他還幫助了几个新独立的非洲和亚洲国家加入联合国。他之后拒绝连任，并于1971年退休。
1974 年，吴丹因肺癌與世長辭。他在緬甸深受民众愛戴。更是因军政府拒绝授予他任何荣誉时，爆发了骚乱；政府最后以武力镇压了骚乱，造成数十人伤亡。

## 早期生活

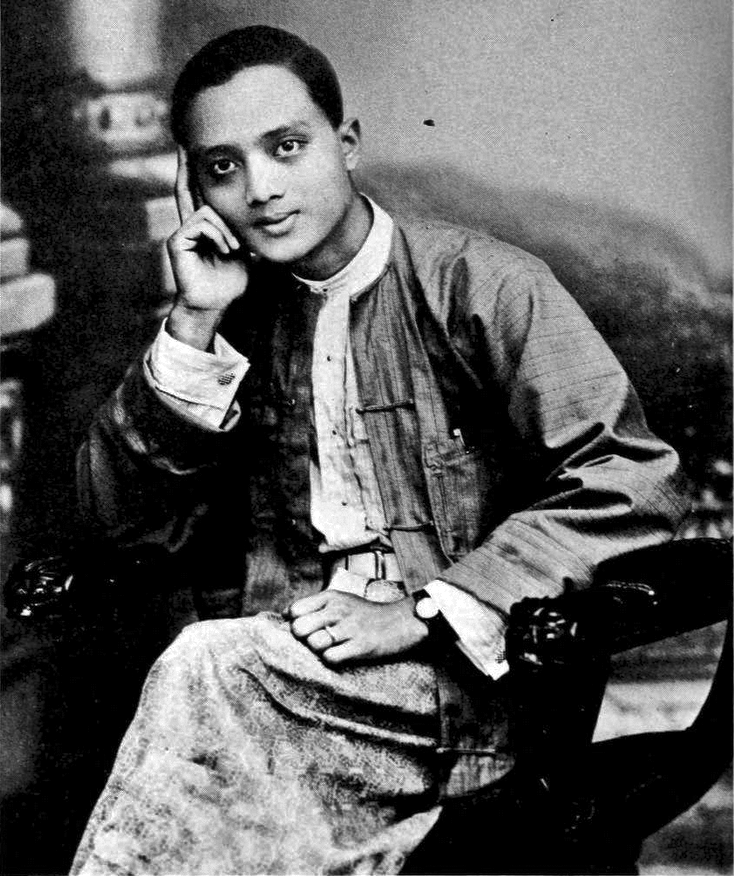
1927年，吴丹在仰光大学拍摄的照片。

吳丹出生於下緬甸的班達諾。他是家中長子，他家因為擁有田地和賣米生意，所以生活寬裕。他的父親曾在加尔各答接受教育，因此能夠流利使用英文，且擁有回教和佛教背景。曾在仰光幫助建立太陽報（Thuriya）和創辦緬甸研究會（Burma Research Society）。
吳丹在班達諾中學接受教育，其後在仰光大學進修歷史。但是吳丹在十四歲那年，他的父親離世。其後的繼承爭執使得吳丹的家庭陷入財政困難，也讓吳丹被逼退學。
吳丹在大學畢業後返回班達諾，在班達諾中學擔任教師，其後在二十五歲擔任班達諾中學校長。這時，吳丹與當時的學校校監吳努（即後來的緬甸總理）成為好友。他們經常以“Thilawa”的筆名在當地幾家報紙和雜誌撰寫文章和翻譯了一些書，包括一本關於國際聯盟的書。他受到了來自斯塔福·克里普斯爵士、孙中山和圣雄甘地的影响。在缅甸政治气氛紧张的時期，處在狂热民族主义和英国支持者之间的温和立场上。

## 公務員生涯

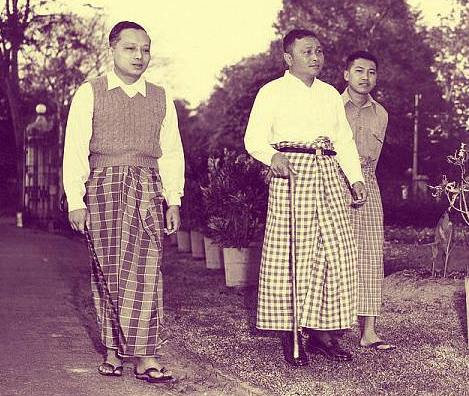
1955年的清晨，吴丹和吴努一起散步。

第二次世界大战期间，大日本帝國于1942年至1945年占领了缅甸。丹被带到仰光負責领导教育改组委员会。實際上，日本并沒有賦予丹没有任何实际权力，于是他回到了班塔诺。得知班塔诺高中將强制教授日语时，丹公然违抗命令，參加了日益高涨的反日抵抗运动。
1948年，緬甸獨立，吳努成為緬甸總理，而吳丹被委任為廣播處長。1949年被委任為資訊部秘書長。1951年至1957年被委任為總理秘書，負責安排總理的外國行程和接見外賓的時間表。在這段時間，吳丹也參與一些國際會議，還在1955年的萬隆會議出任秘書長。在那場會議，不結盟運動正式成立。
在這個時期，他是吳努最接近的密友和顧問。。從1957年到1961年，吳丹被委任為緬甸駐聯合國代表，這段時間吳丹對阿爾及利亞獨立談判作出貢獻，緬甸政府也因這些貢獻，在1960年對吳丹頒發緬甸聯邦司令勛章（Pyidaungsu Sithu Thingaha）。

## 聯合國秘書長生涯

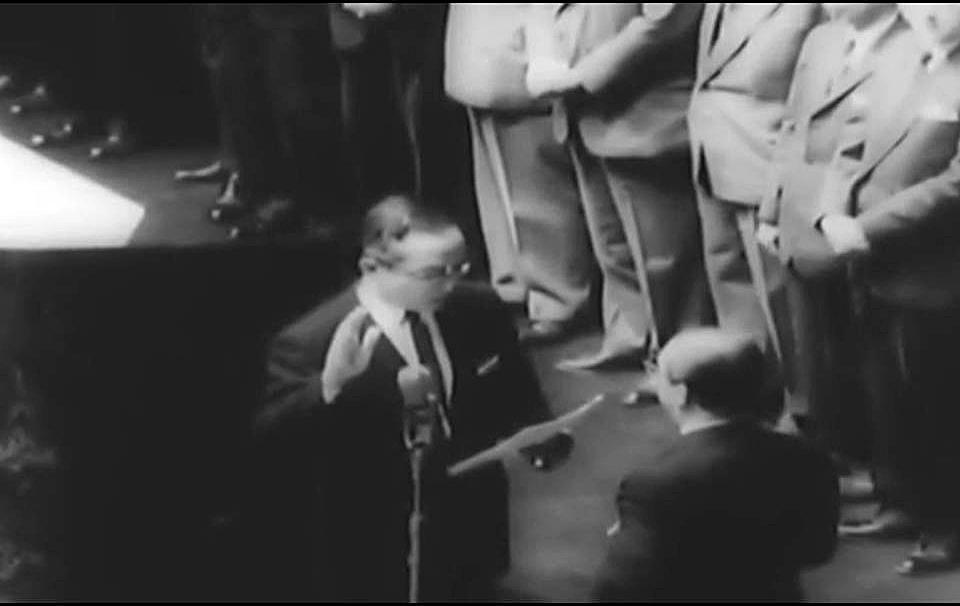
吴丹宣誓就任联合国秘书长

1961年，當時的聯合國秘書長哈馬紹墜機身亡，美国和苏联同意由吳丹代理聯合國秘書長，完成哈马舍尔德的剩余任期。1961年11月3日，安理会在第168号决议中推举了吴丹，大会一致投票任命吴丹为代理秘书长，任期至1963年4月10日。1962年11月30日真除，任期增加到1966年11月3日，期間吳丹負責調解1962年古巴導彈危機和1965年印巴爭端和剛果內戰的表現還被贊譽。他还表示，他希望在其任內能缓解大国之间的紧张关系。

### 古巴導彈危機

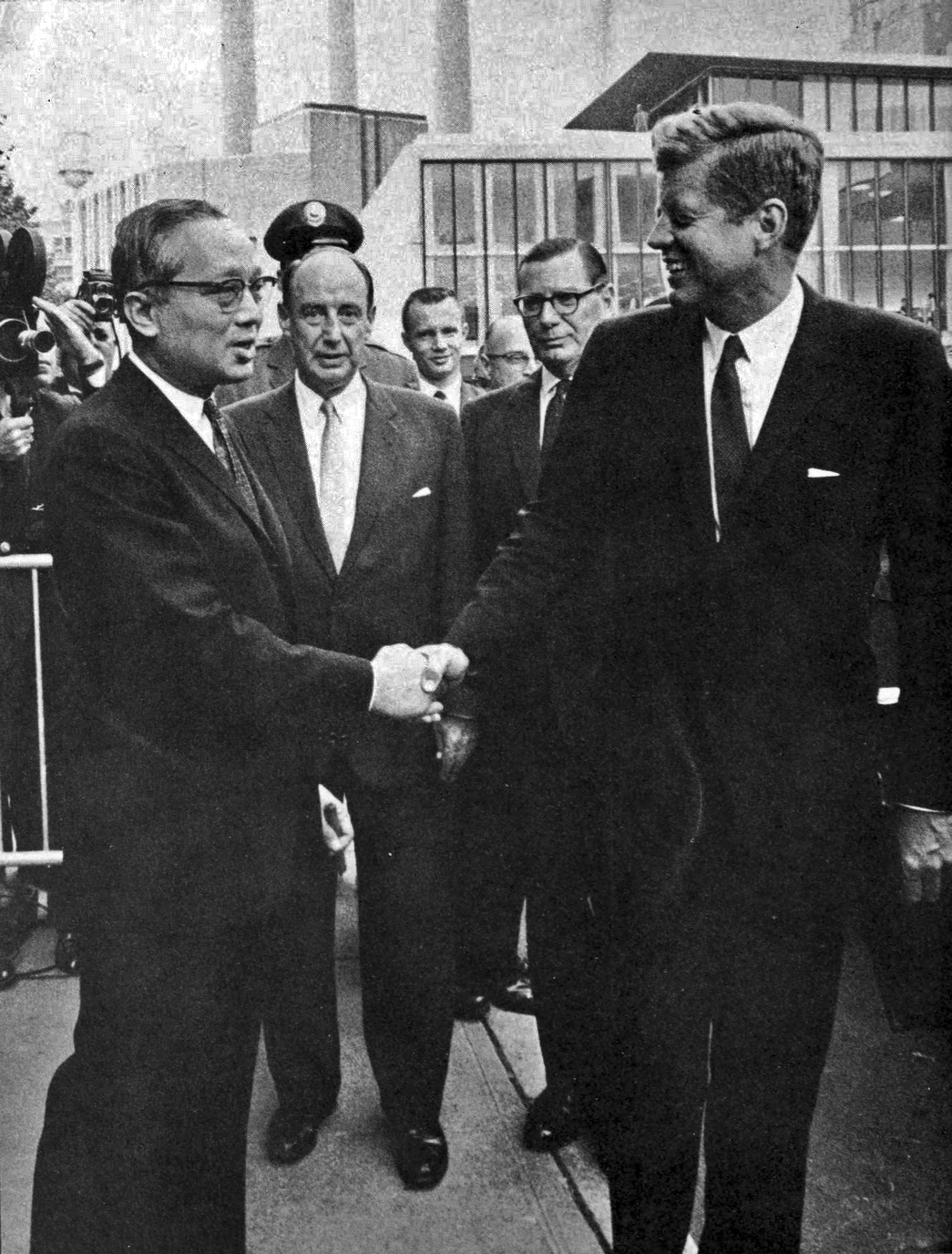
美國總統約翰·肯尼迪在拜訪聯合國總部時和吳丹握手。

1962年10月20日，美国总统约翰·肯尼迪向吴丹展示了U-2侦察机所拍摄的苏联在古巴的导弹设施的照片。总统随后下令海军進行“隔离”行動，将所有进攻性武器从驶往古巴的苏联船只上解除。与此同时，苏联船只也正在接近隔离区。为了避免海上沖突，吴丹提议美国作出不入侵保证，以换取苏联撤出导弹。苏联总理尼基塔·赫鲁晓夫同意这一提议，这成为进一步谈判的基础。赫鲁晓夫还同意在谈判期间暂停向古巴运输导弹。然而，在1962年10月27日，一架U-2侦察机在古巴上空被击落，局勢再次緊張起來。而肯尼迪正承受着参谋长联席会议和执行委员会要求入侵古巴的壓力。肯尼迪希望吴丹能扮演和事佬的角色，随后他回复执行委员会和参谋长联席会议：“另一方面，我们有吴丹，我们不想击沉一艘船……就在吴丹据称安排俄罗斯人不来的时候。”
美国之后同意拆除在土耳其的导弹，并保证永不入侵古巴，以换取苏联撤走在古巴的导弹。丹之后飞往古巴，与菲德尔·卡斯特罗讨论允许联合国工作员进入古巴并归还被击落的飞行员的尸体。卡斯特罗对苏联在自己毫不知情的情況下拆除导弹感到愤怒，断然拒绝任何联合国工作人员前往古巴，不過他归还了飞行员的尸体。危机成功得到解决，避免了超级大国之间的战争。

### 剛果內戰
1962年刚果危机期间，莫伊兹·冲伯领导的加丹加国多次袭击联合国刚果行动部队。1962年12月，在加丹加的联合国部队遭到连续四天的袭击后，丹下令实施“大满贯行动”，讓联合国刚果行动部队在加丹加全境可以主動進攻。这次行动成功地结束了分离主义叛乱。到了1963年1月，加丹加国的首都伊丽莎白维尔已完全处于联合国控制之下。丹之后在哥伦比亚大学发表演讲时稱预计联合国刚果行动预计将于1964年中結束。
由于先前出色的表現，挪威常驻联合国代表告訴吴丹，他将獲得1965年诺贝尔和平奖。吴丹谦虚地回答道：“秘书长为和平工作难道不只是在履行职責吗？”不過，诺贝尔奖委员会主席居纳尔·雅恩极力反对将和平奖授予吴丹，最终在最后一刻将和平奖授予了联合国儿童基金会。委员会的其他成员都希望将和平奖授予吴丹。這場爭執持續了三年，由于居纳尔·雅恩的阻攔導致吴丹在1966年和1967年也未获奖。1950年诺贝尔和平奖得主拉尔夫·本奇表示居纳尔·雅恩的决定“对吴丹不公平”。
1964年4月，吴丹批准了了聖座成为联合国常驻观察员的决定。

### 中東戰爭和其他衝突
1966年，吴丹宣布他不会竞选連任，但在安理会向他保证不會美化他的事跡后，他同意竞选連任。1966年12月2日，大会经安理会一致推荐，同意吴丹連任，任期至1971年12月31日。在這段時間聯合國有許多新亞洲和非洲國家加入，此時吳丹極力反對南非的種族隔離制度，並建立了許多聯合國代理處和發展基金，包括聯合國開發計劃署、聯合國大學、聯合國貿易及發展委員會、聯合國培訓及研究院和聯合國環境署。而六日战争、布拉格之春和随后的華約入侵捷克斯洛伐克，以及导致孟加拉国诞生的1971年印巴战争，皆是在吴丹任內发生的。

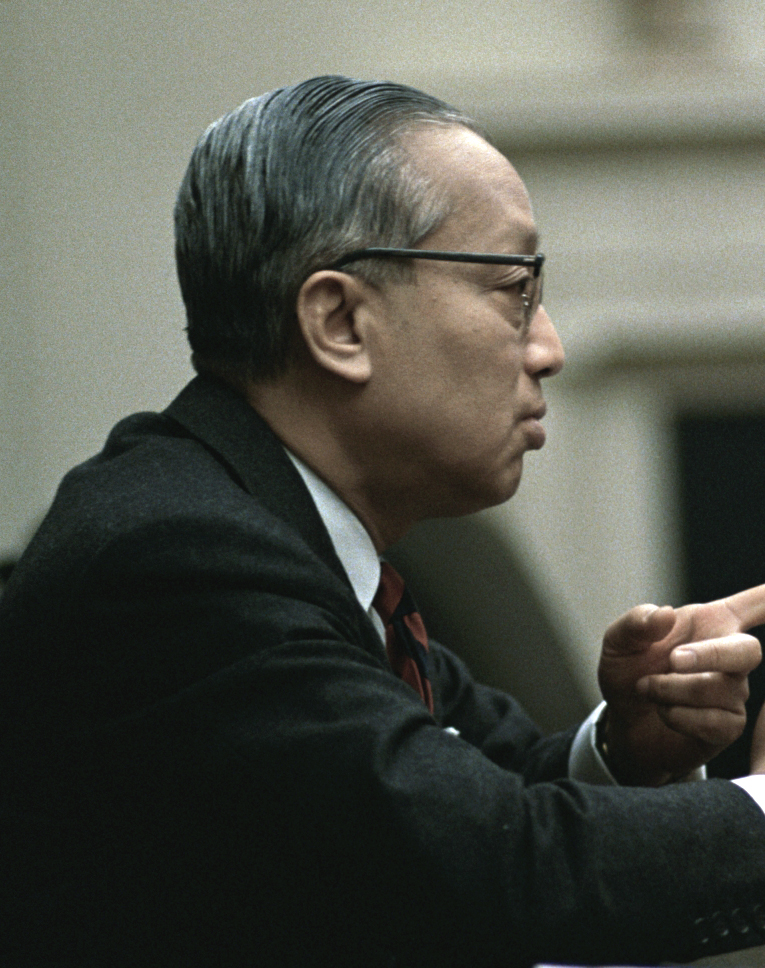
1968年2月21日，吴丹在白宫内阁会议室会见美国总统林登·约翰逊。

吳丹也帶領了許多成功但是已經被忘記的斡旋工作，例如在1962年的也門斡旋，和1968年的巴林調停。在各個案件，很多人認為如果斡旋失敗，戰爭會觸發一場地區性衝突，吳丹的斡旋工作被人認為防止了很多戰爭。
然而吳丹在六天戰爭的斡旋工作（在埃及總統納賽爾的要求下，吳丹同意撤軍）備受批評。與美國政府的良好關係也因為吳丹公開批評了美軍在越戰戰地的品行而變得惡化。
1971年1月23日，吳丹宣佈他「決不會再出任秘書長」，最後安理會同意委任庫爾特·瓦爾德海姆為下一任秘書長。吳丹在告別演講中說，他在放下秘書長的負擔後，感覺到一個「接近解脫的巨大安慰」。在1971年12月27日，《紐約時報》發表社論，名為「吳丹的解放」。社論內提到「在他退休以後，我們還是需要這個愛好和平的人的明智忠告。」

## 逝世
1974年11月25日，吳丹因癌症引發的肺炎在美國紐約病逝。
吳丹病逝時，緬甸已被軍政府統治。軍政府對吳丹在國際舞台和緬甸人民中得到的愛戴和尊敬有所嫉妒，而且吳丹與1962年被軍政府推翻的吳努政權有極大關係，曾和吳努於1969年在聯合國總部呼籲緬甸民眾推翻奈溫政權，繼而導致奈溫認為吳丹是這次事件的幕後黑手。因為以上的種種原因，奈溫下令禁止任何官方儀式或者官方人士參加喪禮，好令吳丹被草草收殮。
當吳丹的遺體從紐約市到達仰光時，機場內沒有任何官員到場，但是在吳丹的喪禮當天，數以萬計的緬甸人民湧上街頭向吳丹致意。當吳丹的遺體被運送到一個普通墳場時，一班學生示威者到場把吳丹的遺體偷走，將其安葬於1962年被奈溫下令爆破拆毀的仰光大學學生會大樓遺址，并在該處興建一座廟宇，而學生亦在那裡發表反對軍政府的言論，直到1974年12月11日清晨時分，軍政府派人到仰光大學鎮壓學生，導致幾名學生死亡，然後軍人把吳丹的遺體運送到雪德宮大金寺安葬。軍政府亦因此受到人民的批評，導致學生帶領民眾示威，由此發生所謂「吳丹身后危機」，但這次示威被軍政府鎮壓告終。

### 引用書籍
- June Bingham Birge. . New York: Knopf Publishing Group. 1966.
- A. Walter Dorn and Robert Pauk. . Diplomatic History. April 2009, 33 (2): 261–291  [2024-10-24]. doi:10.1111/j.1467-7709.2008.00762.x. （原始内容存档于2013-06-28）.
- Louis Kriesberg, Stuart J. Thorson. . Syracuse, NY: Syracuse University Press. 1991. ISBN 978-0-8156-2521-6.
- A. Walter Dorn and Robert Pauk. . Bulletin of the Atomic Scientists. November 2012, 68 (6): 79–84. Bibcode:2012BuAtS..68f..79D. S2CID 143657372. doi:10.1177/0096340212464363.
- Lewis, Terrance L. . . Salem Press. 2012.
- A. Walter Dorn.  (PDF). Kille, Kent  (编). . Washington, DC: Georgetown University Press. 2007. ISBN 978-1-58901-180-9.

| 联合国系统职务                  | 联合国系统职务                      | 联合国系统职务           |
| ------------------------------- | ----------------------------------- | ------------------------ |
| 前任： 道格·哈馬紹 飞机失事殉职 | 联合国秘书长 1961年11月－1971年12月 | 繼任： 庫爾特·瓦爾德海姆 |